# Folklore (album, Taylor Swift)
Folklore je osmé studiové album americké zpěvačky Taylor Swift. Vyšlo 24. července 2020 pod vydavatelstvím Republic Records jako překvapení, které oznámila den před vydáním alba. Zpěvačka ohlásila a komentovala album takto: „Většina věcí, které jsem plánovala na letošní léto, se nakonec nestala, ale je tu něco, co jsem neplánovala. A to je moje osmé studiové album. Překvapení!“. Bylo zveřejněno jedenáct měsíců po jejím předchozím, sedmém albu, Lover (2019), a bylo vytvořeno během izolace v době pandemie covidu-19.

## Pozadí a vydání
Album bylo vymyšleno během pandemie covidu-19. Aaron Dessner z The National se izoloval se svou rodinou, když ho Swift kontaktovala během druhé půlky dubna, aby s ní i na dálku napsal pár písní. Celkem 11 písní bylo napsáno s Dessnerem během pár měsíců, zatímco ostatní písně byly napsány s Jackem Antonoffem, William Bowerym a Bonem Iverym.
Vydání alba bylo oznámeno zpěvačkou na jejích sociálních sítích několik hodin před vypuštěním alba, 24. července 2020. Album má celkem 8 jednotýdenních limitovaných deluxe verzí CD a vinyly, kde každé z nich má jiný přebal a fotky.

## Propagace
Swift oznámila vydání alba 16 hodin před zveřejněním. Bylo zveřejněno na všech digitálních streamovacích platformách 24. července 2020. Jenom pro první týden bylo vytvořeno 8 limitovaných deluxe CD verzí a vinylů. Každá verze obsahovala jiný přebal a fotky. Standardní CD by měly být vypuštěny 7. srpna 2020. Navíc Swift rozeslala repliky svetru z videoklipu ke "Cardigan" známým přátelům a podporovatelům jako Jennifer Hudson, Kesha, Troye Sivan, Tan France, Martha Hunt, Jonathan Van Ness, Loren Gray a dceři Koba Bryanta, Natalii.

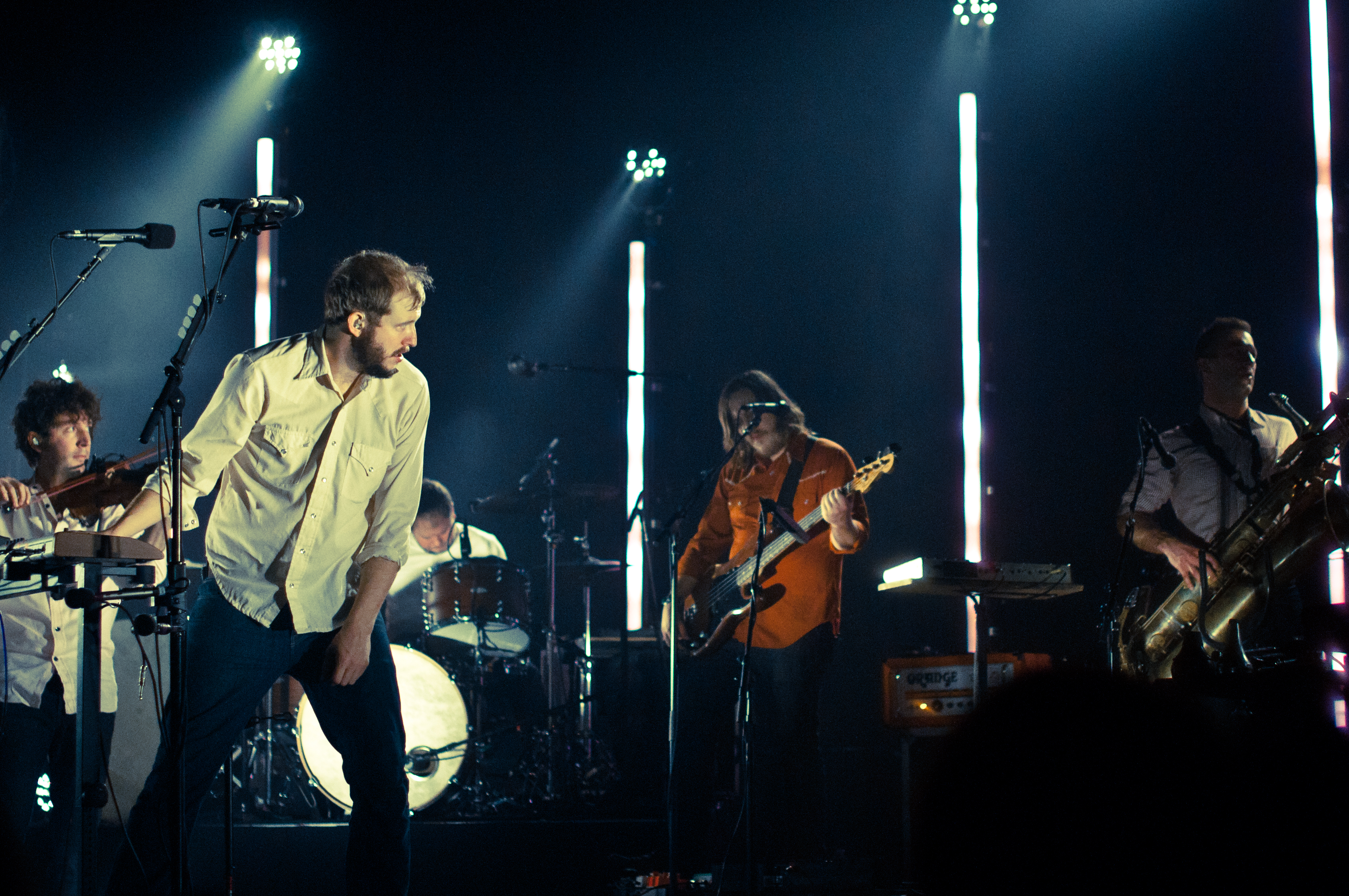
Americká indie-folk skupina Bon Iver hostuje na druhém singlu "Exile" z alba Folklore.

### Singly
Vedoucí singlem Folklore se stala píseň "Cardigan". Zveřejnění singlu doprovázelo zároveň i zveřejnění videoklipu režírovaného Swift. Singl i videoklip byly zveřejněni 24. července 2020 na YouTube spolu s celým albem a lyric videem ke každé skladbě.  Stejný den byl singl rovněž uveden ke koupi na zpěvaččiných oficiálních stránkách ve formě online, na CD či vinylech. Hlasová zpráva, kterou Swift původně poslala Dessnerovi 27. dubna 2020, poté co dostala instrumentální skladby, které následně byly použity pro "Cardigan", v níž popisuje její proces psaní písní a zpívá alternativní text, byla zahrnuta do limitované verze singlu. Píseň debutovala na čísle jedna v americké žebříčku Billboard Hot 100, čímž se stala zpěvaččinou šestou písní s číslem 1 a druhou, která na této pozici debutovala.
Píseň "Exile" s hostující skupinou Bon Iver byla zveřejněna jako singl 3. srpna 2020 a debutovala na pozici číslo 6 v Billboard Hot 100.
"Betty" jako třetí singl do country radií byl vydaný 17. srpna 2020.

### Film a živé album
Dokumentární koncertní film pojmenovaný Folklore: The Long Pond Studio Sessions byl zveřejněn 25. listopadu 2020 skrze Disney+. Film byl produkován a režírován samotnou Swift, kdy film sleduje Swift s spolu s Dessnerem a Antonoffem, jak hrají všech 17 písní z Folklore a sdílejí příběhy o písních a celém albu. Spolu s vydáním filmu bylo vydáno i třetí živé album Folklore: The Long Pond Studio Sessions (From the Disney+ Special), které obsahuje akustické verze z filmu. Bylo vydáno ke streamingu a digitálním platformách.

## Seznam skladeb
| Standardní edice | Standardní edice                | Standardní edice                       | Standardní edice           | Standardní edice |
| Pořadí           | Název                           | Autor                                  | Producent(i)               | Délka            |
| ---------------- | ------------------------------- | -------------------------------------- | -------------------------- | ---------------- |
| 1.               | The 1                           | Taylor Swift • Aaron Dessner           | Dessner                    | 3:30             |
| 2.               | Cardigan                        | Swift • Dessner                        | Dessner                    | 3:59             |
| 3.               | The Last Great American Dynasty | Swift • Dessner                        | Dessner                    | 3:51             |
| 4.               | Exile (featuring Bon Iver)      | Swift • William Bowery • Justin Vernon | Dessner                    | 4:45             |
| 5.               | My Tears Ricochet               | Swift                                  | Jack Antonoff • Swift      | 4:15             |
| 6.               | Mirrorball                      | Swift • Antonoff                       | Antonoff • Swift           | 3:29             |
| 7.               | Seven                           | Swift • Dessner                        | Dessner                    | 3:28             |
| 8.               | August                          | Swift • Antonoff                       | Antonoff • Swift           | 4:21             |
| 9.               | This Is Me Trying               | Swift • Antonoff                       | Antonoff • Swift           | 3:15             |
| 10.              | Illicit Affairs                 | Swift • Antonoff                       | Antonoff • Swift           | 3:10             |
| 11.              | Invisible String                | Swift • Dessner                        | Dessner                    | 4:12             |
| 12.              | Mad Woman                       | Swift • Dessner                        | Dessner                    | 3:57             |
| 13.              | Epiphany                        | Swift • Dessner                        | Dessner                    | 4:49             |
| 14.              | Betty                           | Swift • Bowery                         | Dessner • Antonoff • Swift | 4:54             |
| 15.              | Peace                           | Swift • Dessner                        | Dessner                    | 3:54             |
| 16.              | Hoax                            | Swift • Dessner                        | Dessner                    | 3:40             |
| Celková délka:   | Celková délka:                  | Celková délka:                         | Celková délka:             | 63:29            |

| Fyzická bonusová skladba | Fyzická bonusová skladba | Fyzická bonusová skladba |
| Pořadí                   | Název                    | Délka                    |
| ------------------------ | ------------------------ | ------------------------ |
| 17.                      | The Lakes                | 3:32                     |
| Celková délka:           | Celková délka:           | 68:33                    |

| Země                         | Pozice (2020) |
| ---------------------------- | ------------- |
| Austrálie (ARIA)             | 1             |
| Belgie (Ultratop Flanders)   | 1             |
| Česko (ČNS IFPI)             | 1             |
| Francie (SNEP)               | 12            |
| Itálie (FIMI)                | 8             |
| Japonsko (Oricon)            | 8             |
| Kanada (Billboard)           | 1             |
| Německo (Offizielle Top 100) | 8             |
| Nový Zéland (RMNZ)           | 1             |
| Rakousko (Ö3 Austria)        | 2             |
| Švédsko (Sverigetopplistan)  | 3             |
| UK (OCC)                     | 1             |
| USA (Billboard)              | 1             |

| Profesionální kritika | Profesionální kritika |
| Zdroj                 | Hodnocení             |
| --------------------- | --------------------- |
| Guardian              | [ 20 ]                |
| musicserver.cz        | [ 21 ]                |
| NME                   | [ 22 ]                |
| Pitchfork             | 8.0 / 10              |
| RollingStone          | [ 24 ]                |